# Bachkaous
Le Bachkaous (en russe : Башкаус) est une rivière de Russie, qui coule en Sibérie occidentale, république de l'Altaï. C'est un affluent du Tchoulychman en rive gauche, donc un sous-affluent de l'Ob par le Tchoulychman puis par la Biia. 

## Géographie
Son bassin versant a une superficie de 7 770 km2.
Sa longueur est de 219 kilomètres.
Le Bachkaous est un cours d'eau de haute montagne. Il prend sa source en tant qu'émissaire du petit lac Karov, dans la région des hauts sommets du massif de l'Altaï, dans la chaîne des monts Kouraï. Après sa naissance, il se dirige d'abord droit au sud, mais tourne rapidement vers le sud-ouest puis l'ouest. Il effectue ensuite une large boucle à hauteur du village d'Oust-Oulagan qui le mène progressivement vers le nord 

Arrivé au niveau de la petite localité de Kokpach, il conflue avec le Tchoulychman en rive gauche, quelque 20 kilomètres avant que ce dernier ne se jette dans le lac Teletskoïe.

## Hydrométrie - Les débits à Oust-Oulagan

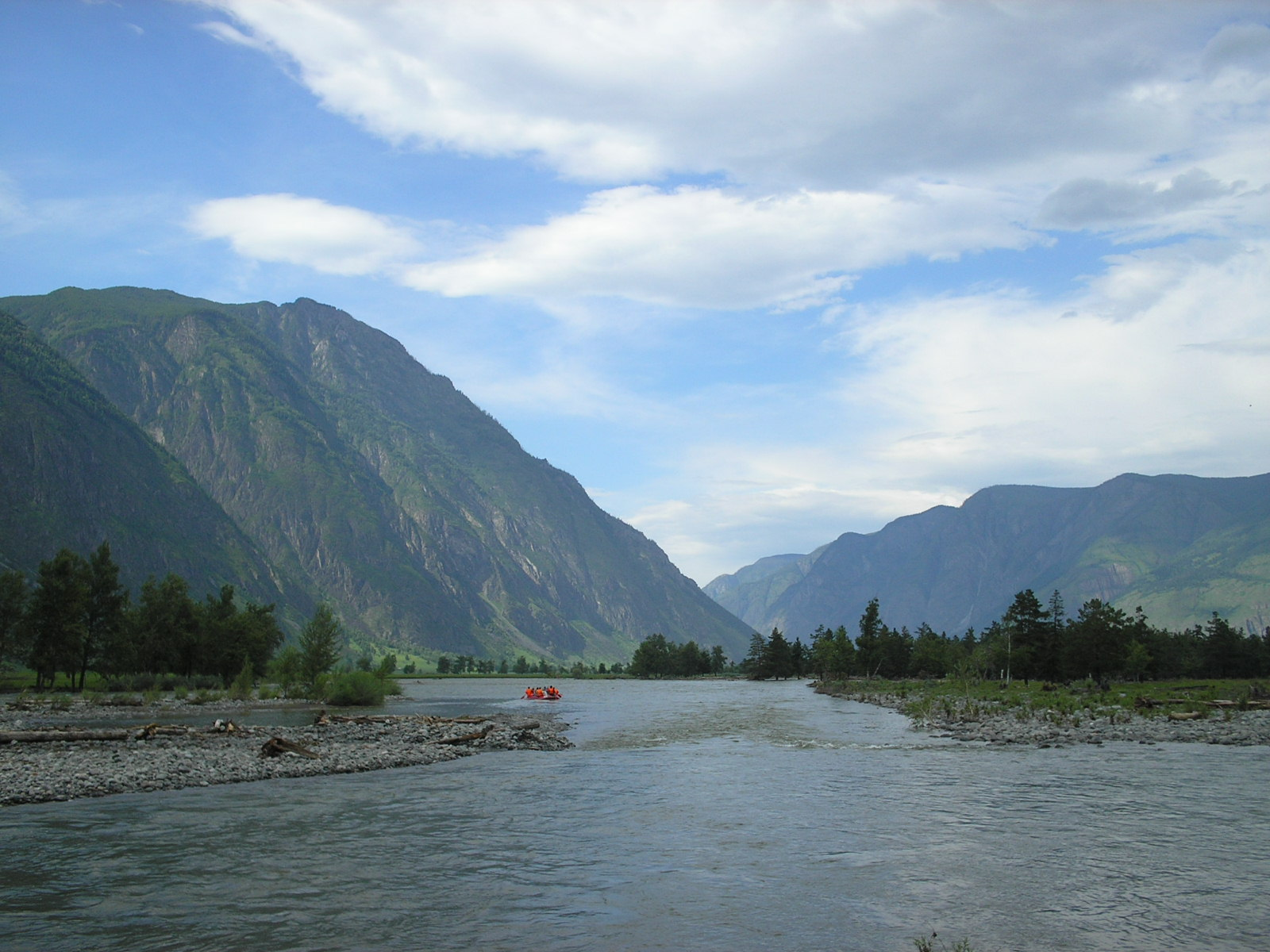
Le Bachkaous rivière du raïon d'Oulagan.

Le débit du Bachkaous a été observé pendant 32 ans (sur la période 1960-1992) à Oust-Oulagan, petite localité située à 90 kilomètres de son confluent avec le Tchoulychman. 
Le débit inter annuel moyen ou module observé à Oust-Oulagan durant cette période était de 27,1 m3/s pour une surface prise en compte de 4 190 km2, c'est-à-dire 54 % de la totalité du bassin versant de la rivière qui en compte 7 770.
La lame d'eau écoulée dans le bassin atteint donc le chiffre de 204,5 millimètres par an, ce qui peut être considéré comme très modéré dans le contexte de l'Altaï. 
La période des hautes eaux va de mai à septembre inclus, avec un sommet du 15 mai au 15 juillet, lié à la fonte des neiges et des glaces. Les basses eaux se déroulent de novembre à avril, ce qui correspond aux très importantes gelées qui affectent toute la région, et surtout les zones de sommets montagneux.
Le débit moyen mensuel observé en février (minimum d'étiage) atteint 1,93 m3/s, soit à peine plus de 2 % du débit moyen du mois de juin (maximum de l'année avec 81,5 m3/s), ce qui montre le niveau élevé des variations saisonnières.
Et ces variations peuvent être plus importantes encore selon les années : sur la période d'observation de 32 ans, le débit mensuel minimal a été de 0,48 m3/s en février 1977, tandis que le débit mensuel maximal s'est élevé à 204 m3/s en juin 1966.
En considérant la seule période estivale, libre de glaces (de mai à octobre inclus), le débit mensuel minimal observé a été de 11,2 m3/s en septembre 1974, niveau restant encore fort appréciable comparé au débit moyen. Un débit mensuel estival inférieur à 11 m3/s est tout à fait exceptionnel. 

## Tourisme
De même que le Tchoulychman voisin, étant donné les nombreux rapides entrecoupant son cours, le Bachkaous est populaire auprès des amateurs de sports nautiques, plus précisément du rafting. La rivière fait partie de la plus haute catégorie de Russie pour le classement concernant ce sport.